# Chi soffre, speri
 (mai 2024).

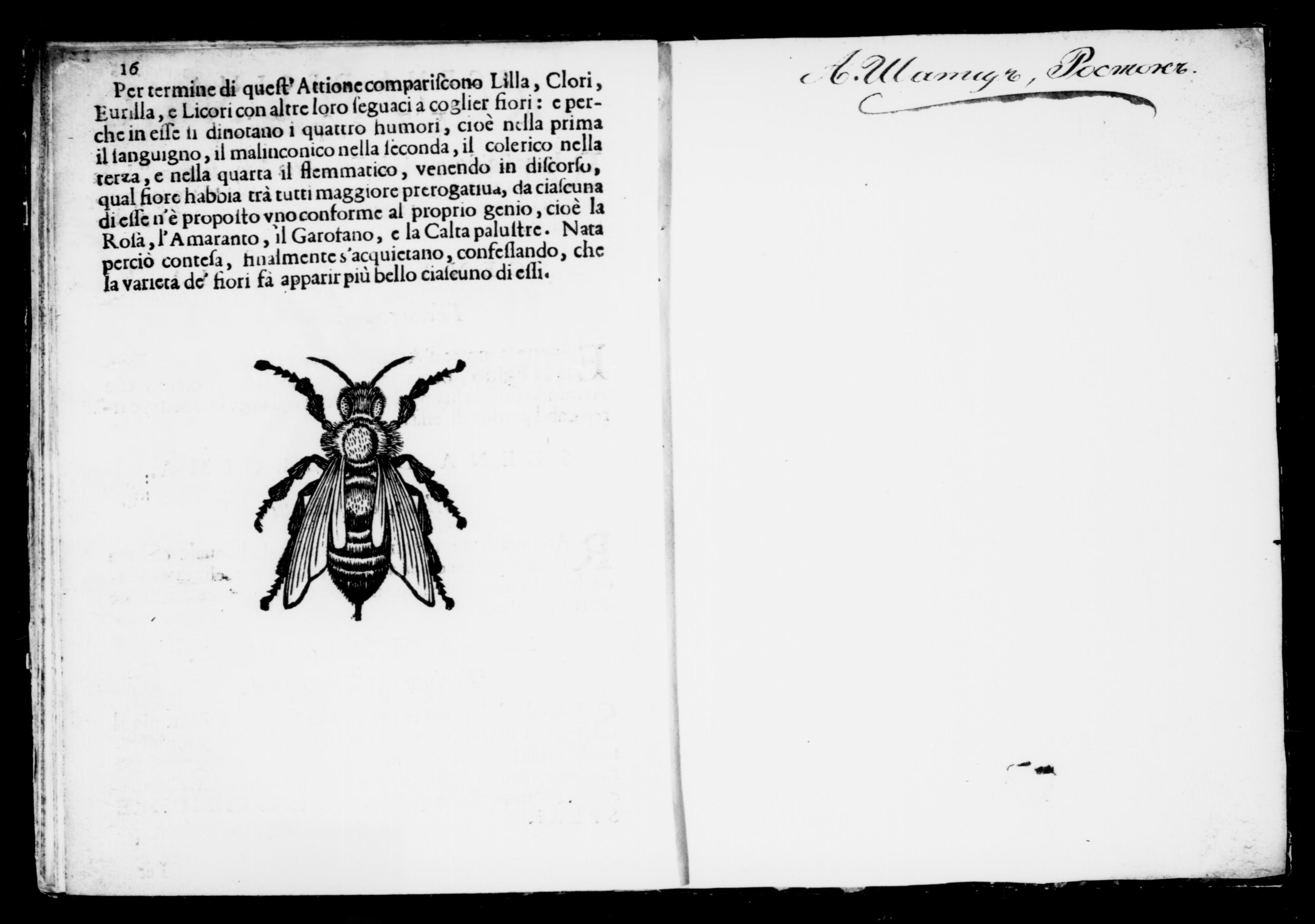
Synopsys de la comédie musicale Chi soffre, speri

L'Egisto, ovvero Chi soffre speri (« Egiste, ou Celui qui souffre peut espérer ») est une comedia musicale de 1637, un type d'opéra-comique italien ancien, en un prologue et trois actes sur une musique de Virgilio Mazzocchi (et, dans sa version révisée de 1639, par Marco Marazzoli) et un livret de Giulio Rospigliosi, futur pape Clément IX, basé sur  Il decamerone de Giovanni Boccace,.

## Genre
Chi soffre speri a est souvent été décrit comme le « premier opéra comique » et, bien qu'il s'agisse de l'un des premiers opéras comportant des éléments comiques dont la musique ait survécu, s'il s'agit réellement d'une comédie plutôt que, par exemple, une tragi-comédie sentimentale, a été contestée,. Le librettiste a ajouté à l'histoire de Boccace un cadre allégorique, rendu explicite dans le prologue avec les rôles d'Otio (Paresse), Voluttà (Volupté) et Virtù (Vertu),. Il a également inséré, dans l'opéra et les intermèdes, des personnages masqués  de la commedia dell'arte parlant en dialectes, comme Coviello en napolitain et Zanni en bergamasque. Moschino, un autre rôle de la  commedia, est en revanche démasqué. Des serviteurs comiques apparaissent dans 20 des 35 scènes de l'opéra. L'absence de chœur est également caractéristique du genre comique. Dans la révision de 1639, les personnages comiques dominent les deux premiers intermèdes, en particulier le second,  La fiera di Farfa, qui est essentiellement un madrigal scénique à dix voix représentant des commerçants vendant leurs marchandises. Au cours d'une danse vers la fin, un fracas éclate qui s'apaise à mesure que le marché se ferme avec le soleil couchant, un effet théâtral conçu par Gian Lorenzo Bernini.
L'utilisation du terme « comedia musicale » dans la partition imprimée pourrait remonter à la  Divine Comédie de Dante (achevée en 1320), abordant simplement une histoire qui se termine bien[réf. nécessaire].

## Rôles
| Rôle                                              | Type de voix             |
| ------------------------------------------------- | ------------------------ |
| Egisto amoureux d'Alvida                          | soprano castrat          |
| Alvida une jeune veuve                            | soprano castrat travesti |
| L'ami de Silvano Egisto                           | basse                    |
| Le serviteur de Coviello Egisto                   | ténor                    |
| Le serviteur de Zanni Egisto                      | ténor                    |
| Page de Moschino Egisto                           | soprano castrat          |
| La servante de Lucinda Alvida, amoureuse d'Egisto | soprano castrat travesti |
| Rosilda                                           | soprano castrat travesti |

## Argument
Le pauvre Egisto est amoureux de la jeune veuve Alvida. Elle rejette ses avances à moins qu'il ne détruise les choses qui lui sont les plus chères : une tour dont il a hérité et son faucon préféré. Il le fait et Alvida est tellement impressionnée par la force de son amour qu'elle l'épouse. Dans les ruines de la tour, ils trouvent un trésor enfoui et un héliotrope qui guérit le fils désespérément malade d'Alvida. Dans une intrigue secondaire, Lucinda, amoureuse d'Egisto, se déguise en homme. Elle est sur le point de se suicider quand Egisto la rejette, mais à la fin il s'avère qu'elle est la sœur perdue depuis longtemps d'Egisto.

## Création
L'opéra a été créé le 12 février 1637 au Palazzo Barberini à Rome sous le titre  Il falcone ou  Chi soffre speri et joué au moins cinq fois de plus,,,. Une version révisée, qui fait suite à une collaboration avec Marco Marazzoli qui a composé la musique des intermèdes, a été jouée le 27 février 1639au Teatro Barberini, avec le titre  L'Egisto, ovvero Chi soffre speri, et rejoué au moins quatre fois,. Les partitions survivantes sont la version révisée datant de 1639.
En 2007, Barbara Nestola a retrouvé une copie manuscrite de la partition de 1639 à la Bibliothèque nationale de France. Cette découverte est considérée comme une preuve solide que l 'Egisto a été joué au Palais-Royal à Paris le 13 février 1646 à l'initiative du cardinal Mazarin n'était pas, comme on l'a longtemps cru, l'opéra  L'Egisto de Francesco Cavalli, mais en réalité  L'Egisto, ovvero Chi soffre speri de Virgilio Mazzocchi et Marco Marazzoli. Barbara Nestola suggère que l'opéra a été joué quelques jours après l'arrivée d'Antonio Barberini à Paris, après que lui et sa famille aient fui Rome à la suite de la mort du pape Urbain VIII.
Une reprise historique a été réalisée en 1970 sous le titre  Il falcone ovvero Chi soffre speri à l'Académie suédoise de Vadstena. Un extrait audio a été publié sur CD dans le cadre d'une anthologie de musique d'opéra du xviie siècle.